# Dasychira saitonis
Dasychira saitonis är en fjärilsart som beskrevs av Matsumura 1927. Dasychira saitonis ingår i släktet Dasychira och familjen tofsspinnare. Inga underarter finns listade i Catalogue of Life.